# Ga Suyu
Ga Suyu là ga trên Tàu điện ngầm vùng thủ đô Seoul tuyến 4. Nhà ga nằm ở Suyu-dong, Gangbuk-gu, Seoul.

## Bố trí ga
| Ssangmun ↑ |
| \| N/B     |
| ↓ Mia      |

| Hướng Bắc | ● Tuyến 4 | ← Hướng đi Jinjeop |
| Hướng Nam | ● Tuyến 4 | → Hướng đi Oido →  |